# Литвиновка (Луганская область)
Литви́новка (укр. Литвинівка) — село, относится к Беловодскому району Луганской области Украины.

## История
Слобода Литвиновка являлась центром Литвиновской волости Старобельского уезда Харьковской губернии Российской империи.
Население по переписи 2001 года составляло 1168 человек.

## Местный совет
92815, Луганська обл., Біловодський р-н, с.Литвинівка, вул.Леніна,56  (укр.)